# Маркетрі

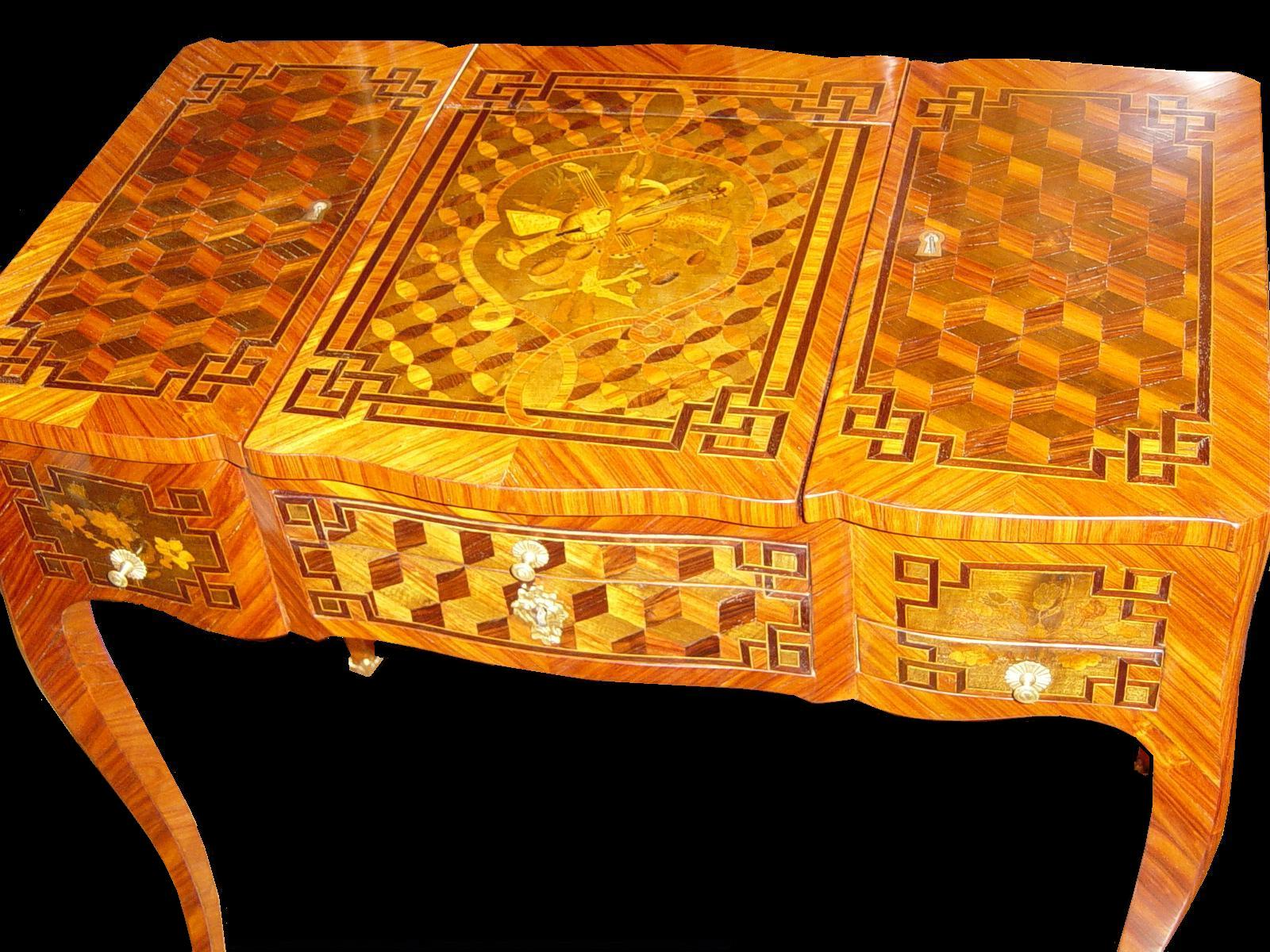
Маркетрі на декоративному столику, XVIII Століття, Франція.

Маркетрі́ (фр. marqueterie, від marqueter — «цяткувати», «інкрустувати») — різновид інкрустації по дереву, при якому мозаїчний набір виконують зі шматочків шпону різних порід деревини i різних за кольором і фактурою. Елементи мозаїки зі шпону врізають в основу, що служить фоном. Закріплюють папером, змащеним клеєм, і разом з фоном наклеюють на поверхню виробу. Маркетрі використовують у виготовленні меблів, панно тощо.

## Історія
Поява маркетрі стала можливою в другій половині XVI ст. тільки після винаходу  верстата для виробництва струганого шпону. З цього часу стали широко застосовувати облицювання меблів, виготовлених з деревини місцевих недорогих порід, шпоном цінних привізних порід деревини.
У середині XVII ст. у Франції вперше застосували для облицювання мозаїчні набори, які виготовляли зі шматочків шпону за попереднім малюнком. Техніка швидко поширилася у всіх країнах Європи, витіснивши використовувану доти техніку інтарсії.
У маркетрі об'єднані два процеси: інтарсія — врізання по певному малюнку у фоновий шпон шматочків шпону іншого кольору і облицьовування — наклеювання всього набору на прикрашувану поверхню виробу. Крім врізання елементів мозаїки в фоновий шпон існують і інші способи виконання маркетрі.
Найвищого розквіту техніка маркетрі досягла в XVIII ст. Її широко застосовували для прикраси інтер'єрів та меблів. Застосування тонких пластинок шпону дозволяло прикрашати мозаїчними наборами не тільки плоскі поверхні, але і криволінійні. На фото показано комод англійської роботи XVIII ст., прикрашений маркетрі з горіха, платана, самшиту та інших порід.
Важливу роль у розвитку маркетрі зіграв французький мебляр Андре-Шарль Буль (1642—1732 рр.), який збагатив маркетрі застосуванням поряд зі шпоном цінних порід деревини, вставок з латуні, міді, слонової кістки, панцира черепахи, перламутру.
Техніка Буля полягала в тому, що накладені одна на одну і затиснуті в лещатах платівки з різних матеріалів (наприклад, металу і панцира черепахи) по нанесеному на верхню пластинку малюнку розпилювали лобзиком або розрізали ножем. Поєднуючи елементи малюнка, вирізані з верхньої пластинки, з елементами фону, вирізаними з нижньої платівки, і навпаки, Буль отримував витончені переплетені візерунки (головним чином рослинні).
Бувши талановитим архітектором, художником і гравером, Буль проєктував меблі й виконував всі операції, пов'язані з її виготовленням і обробкою. Майстерня Буля, в якій працювали і чотири його сини, згодом виросла в велике меблеве підприємство, що випускало меблі в так званому стилі Буль. Ці меблі — великі шафи, комоди, декоративні столики, підставки і футляри для годинників та ін., що відрізняються суворою величавістю форм, багатством і бездоганною якістю обробки, дбайливо зберігаються в багатьох музеях світу.